# Comité para la Investigación Escéptica
El Comité para la Investigación Escéptica (en inglés Committee for Skeptical Inquiry, CSI) es un programa de la organización educativa estadounidense transnacional sin ánimo de lucro Centro de Investigación (en inglés Center for Inquiry, CFI). 
Su objetivo es "promover la investigación científica, la investigación crítica y el uso de la razón al examinar afirmaciones controvertidas y extraordinarias".
Paul Kurtz propuso el establecimiento de CSICOP en 1976 como una organización independiente sin ánimo de lucro (antes de fusionarse con el CFI como uno de sus programas en 2015) para contrarrestar lo que consideraba una aceptación acrítica y un apoyo a las afirmaciones paranormales tanto de los medios como de la sociedad en general. Su posición filosófica es de escepticismo científico. Entre los miembros del CSI han estado científicos notables, premios Nobel, filósofos, psicólogos, educadores y escritores. Tiene su sede central en Amherst, Estado de Nueva York.

## Características
Anteriormente conocido como Comité de Investigación Científica de Afirmaciones de lo Paranormal, (en inglés Committee for the Scientific Investigation of Claims of the Paranormal CSICOP). En noviembre de 2006, acortó su nombre para llamarse "Comité para la Investigación Escéptica", (en inglés Committee for Skeptical Inquiry CSI).
El CSI ha llevado a cabo investigaciones sobre afirmaciones paranormales tan diversas como los avistamientos de OVNIs y fenómenos psíquicos como pseudociencias, astrología, medicinas alternativas y sectas religiosas. Algunos miembros famosos de CSICOP son o han sido Bill Nye, Isaac Asimov, Carl Sagan, Martin Gardner, James Randi, Michael Shermer y muchos otros.
El CSI publica el Skeptical Inquirer en inglés y desde hace poco la revista Pensar para el público de habla hispana, así como una larga serie de libros en los que se informa sobre las creencias pseudocientíficas más conocidas.
Las investigaciones críticas sobre lo paranormal llevadas a cabo por CSICOP descansan en la creencia de la organización de que las afirmaciones extraordinarias deben ser probadas de manera fehaciente o ser descartadas como afirmaciones sin base.
Organizaciones similares han surgido también en el mundo hispánico tales como: la Sociedad para el Avance del Pensamiento Crítico (ARP-SAPC), el Círculo Escéptico en España, el CAIRP (CAIRP) y la Asociación Escéptica de Chile (AECH).

## Lista parcial de miembros (pasados y presentes)
El reverso de portada de la revista Skeptical Inquirer lista los siguientes miembros.
- George Ogden Abell
- James Alcock
- Marcia Angell
- Isaac Asimov
- Robert A. Baker
- Stephen Barrett
- Susan Blackmore
- Bart Bok
- Jan Harold Brunvand
- Milbourne Christopher
- Francis Crick
- Richard Dawkins
- L. Sprague de Camp
- Daniel Dennett
- Ann Druyan
- Paul Edwards
- Antony Flew
- Kendrick Frazier
- Martin Gardner
- Murray Gell-Mann
- Stephen Jay Gould
- Douglas Hofstadter
- Gerald Holton
- Ray Hyman
- Philip J. Klass
- Paul Kurtz
- Leon Lederman
- Elizabeth Loftus
- John Maddox
- David Marks
- Paul MacCready
- Marvin Minsky
- Richard A. Muller
- H.Narasimhaiah
- Joe Nickell
- Bill Nye
- James Oberg
- Robert L. Park
- Massimo Pigliucci
- Massimo Polidoro
- Willard Van Orman Quine
- James Randi
- Carl Sagan
- Eugenie Scott
- Glenn T. Seaborg
- Thomas Sebeok
- Burrhus Frederic Skinner
- Robert Sheaffer
- Jill Tarter
- Carol Tavris
- Dave Thomas
- Neil deGrasse Tyson
- Marilyn vos Savant
- Steven Weinberg
- E. O. Wilson
- Richard Wiseman
- Susan Haack
- Wendy M. Grossman
- David Gorski
- Thomas Gilovich
- B. F. Skinner
- Simon Singh

## Críticas
Las actividades de CSI han generado críticas de individuos o grupos que han sido el foco de atención de la organización. El famoso actor televisivo y supuesto psíquico Uri Geller , por ejemplo, mantuvo una disputa abierta con la organización, presentando varias demandas sin éxito en su contra. Algunas críticas también han surgido de la comunidad científica y, en ocasiones, del propio CSI. Marcello Truzzi, uno de los cofundadores de CSICOP, abandonó la organización poco tiempo después, argumentando que muchos de los involucrados «tienden a bloquear la investigación honesta, en mi opinión. La mayoría no son agnósticos ante las afirmaciones de lo paranormal; están decididos a desmentirlas. [...] Cuando un experimento paranormal cumple con sus requisitos, cambian las reglas del juego». Truzzi acuñó el término «pseudoescéptico» para describir a los críticos en quienes detectó tal actitud.
Por otro lado, Carl Sagan, destacado miembro de la organización, en su libro El Mundo y sus demonios celebra que exista una organización como CSICOP y hace algunos comentarios constructivos para perfeccionarlo, así como al movimiento escéptico.

## Eponimia
El asteroide (6630) Skepticus fue nombrado así en honor de esta organización.